# Курилко Сергій Вікторович
Сергі́́й Ві́кторович Кури́́лко (28 травня 1977 — 19 травня 2015) — старший солдат Збройних сил України, учасник російсько-української війни.

## Життєвий шлях
Закінчив вільшанську ЗОШ. Проживав з родиною у Вільшанах.
Мобілізований у лютому 2015 року. Старший водій 3-ї мотопіхотної роти 15-го окремого мотопіхотного батальйону.
19 травня близько полудня поруч із селом Катеринівка військовики помітили рух у лісопосадці в напрямі Стахановця біля самої лінії розмежування та вирушили на розвідку. Біля села знайшли покинуті позиції терористів. Повертаючись на мікроавтобусі з розвідки, загін потрапив у засідку. Терористи обстріляли з мінометів та гармат зі сторони Первомайська й Стаханова, полягли старший лейтенант Олег Булатов, солдати Денис Перепелиця, Вадим Савчак та Микола Щуренко, 2 вояків зазнали поранень.
6 військовиків 15-го батальйону вирушили в БРДМі на допомогу бійцям, які потрапили в засідку. Приблизно о 18:30 на ґрунтовій дорозі БРДМ підірвалась на фугасі. Зазнав поранень, несумісних із життям. Тоді ж поліг Руслан Заєць, 3 вояки зазнали поранень.
Без Сергія лишилися дружина та донька 2006 р.н.
Похований у Вільшанах.

## Нагороди та вшанування

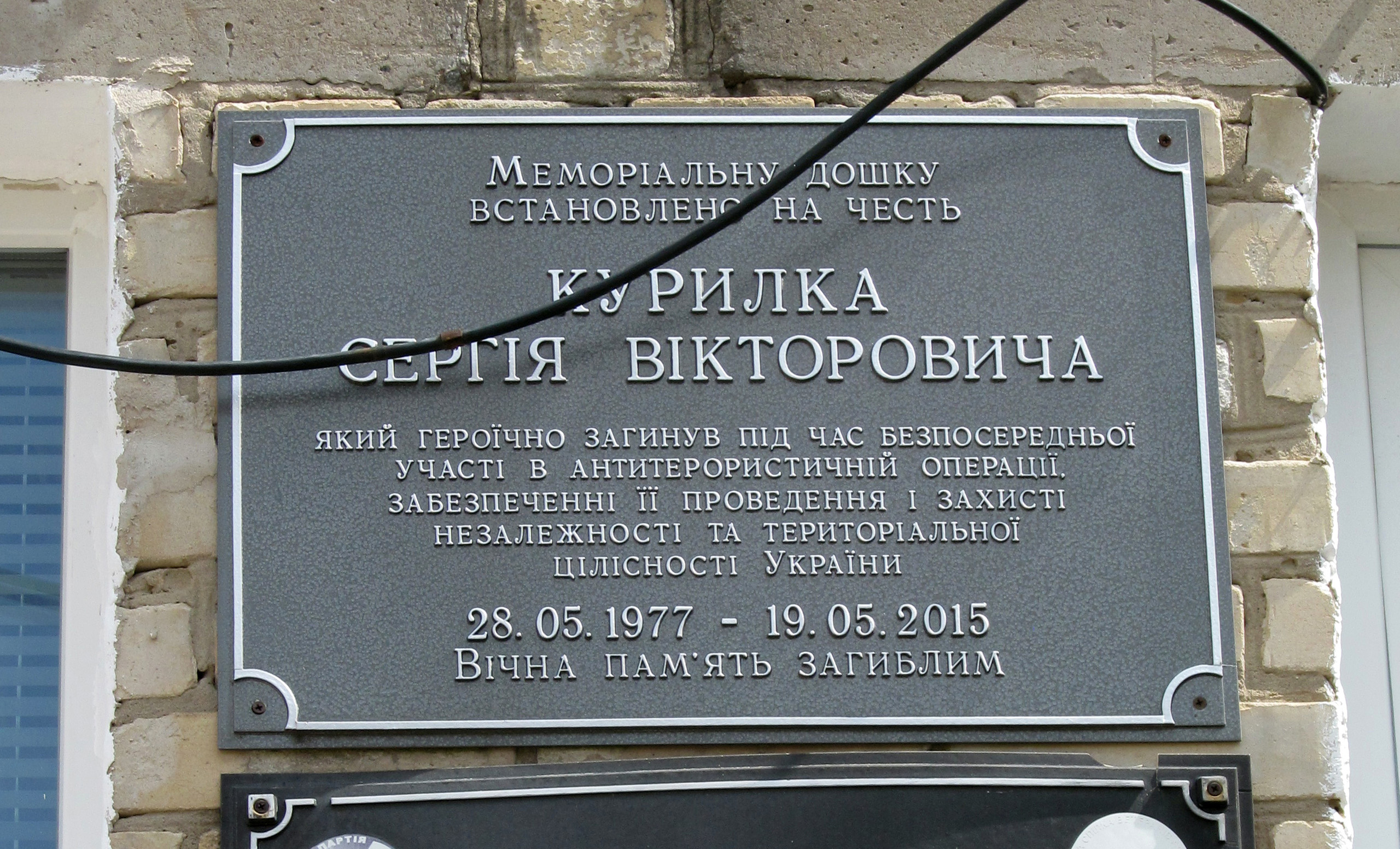
Меморіальна дошка в пам'ять Сергія Курилка, встановлена на фасаді Вільшанського ліцею

- Указом Президента України № 9/2016 від 16 січня 2016 року — орденом «За мужність» III ступеня (посмертно)[1]
- в місті Дергачі встановлено пам'ятний знак «Герої не вмирають» — на горі «Січ», де викарбувані імена жителів Дергачівського району, які загинули під час війни на сході України — Андрія Клочка, Сергія Колодія, Сергія Курилка, Олексія Пакала, Пуляєва Дмитра Володимировича, Кудайназара Саіпова.